# سانيا ميرزا
سانيا ميرزا (مواليد في 15 نوفمبر 1986) لاعبة تنس هندية الاصل والمولد ولدت في مدينة مومباي الهند تعتبر من ضمن اللاعبات اللاتي وصلن إلى ترتيب متقدم في تصنيف لاعبات المضرب وأول هندية تصنف ضمن 100 لاعبة وأفضل تصنيف لها كان المصنفة رقم 27 على العالم وكان ذلك في أغسطس 2007، وتعتبر سانيا ميرزا من اللاعبات اللاتي حصلن على إحدى بطولات الجراند سلام الكبرى في التنس للاعبات الزوجي حيث حصلت على لقب الزوجي في بطولة أستراليا المفتوحة سنة 2009.

## روابط خارجية
- سانيا ميرزا على موقع IMDb (الإنجليزية)
- سانيا ميرزا على موقع إن إن دي بي (الإنجليزية)
- سانيا ميرزا على موقع رابطة محترفات التنس (الإنجليزية)
- سانيا ميرزا على موقع الاتحاد الدولي لكرة المضرب (الإنجليزية)
- سانيا ميرزا على موقع كأس بيلي جين كينغ (الإنجليزية)
- سانيا ميرزا على موقع بطولة ويمبلدون (الإنجليزية)
- سانيا ميرزا على موقع خلاصة التنس.كوم (الإنجليزية)
- سانيا ميرزا على موقع إي إس بي إن.كوم (الإنجليزية)
- سانيا ميرزا على موقع اللجنة الأولمبية الدولية (الإنجليزية)
- سانيا ميرزا على موقع أوليمبيديا (الإنجليزية)
- سانيا ميرزا على موقع اتحاد ألعاب الكومنولث (مؤرشف) (الإنجليزية)